# Shihomi Fukushima
Shihomi Fukushima (jap. 福島 史帆実 Fukushima Shihomi; ur. 19 czerwca 1995 w prefekturze Fukuoka) – japońska szablistka, brązowa medalistka mistrzostw świata.
Podczas mistrzostw świata w Kairze w 2022 roku Japonki w składzie: Misaki Emura, Shihomi Fukushima, Kanae Kobayashi i Seri Ozaki zdobyły brązowy medal w zawodach drużynowych. W tej samej konkurencji była też czwarta na mistrzostwach świata w Lipsku w 2017 roku.
Drużynowo zdobyła także brąz na igrzyskach azjatyckich w Dżakarcie (2018) i srebro na igrzyskach azjatyckich w Hangzhou (2022).
Wystartowała na igrzyskach olimpijskich w Tokio, gdzie drużynowo była piąta. W turnieju indywidualnym nie startowała.